# Lundy’s Restaurant
Ресторан Ланди, также известный как ресторан «Братья Ланди», был своего рода культовым американским рестораном, специализирующимся на блюдах из морепродуктов. Находился он в бруклинском районе Шипсхед-Бей. Как местное заведение ресторан проработал с 1934 или 1935 года (точная информация отсутствует) до 1977 или 1979 года. Здание было заброшено, стояло с выбитыми окнами в течение 10-ти лет. Но затем ресторан был снова открыт в 1997 году и закрыт в 2007.

## История
На рубеже XX столетия Ирвинг Ланди начал торговать съедобными моллюсками с тележки. В 1907 году он открыл бар, в меню которого были преимущественно блюда из морепродуктов. Сам бар был построен в Шипсхед-Бей на сваях. Бар пришлось закрыть, когда городские власти начали в проводить в районе работы по расширению залива и укреплению береговой линии. После завершения городского строительства Ланди и несколько членов его семьи построили настоящий ресторан. Строительство рестрорана было завершено в 1934 году. А находился он по адресу 1901 Эммонс Авеню.
После смерти Ирвинга Ланди в 1977 году ресторан закрылся. Двумя десятилетиями позже его приобрела Tam Restaurant Group. Она и открыла ресторан в том же месте, но на меньшей площади. Новые владельцы также открыли филиал, расположенный по адресу 205 West 50th St на Манхэттене, но просуществовал он недолго.
В декабре 2004 года семейная компания The Players Club под руководством Афродиты Димитрулакос объявила о покупке ресторана у Tam Restaurant Group. А в начале 2007 года ресторан «Братья Ланди» снова закрылся. На его месте появился торговый центр Ланди.

#### Реконструкция в 2007 году
Реконструкция вызвала много споров, так как жители района посчитали, что новые арендаторы помещения Lundy's радикально изменили пространство. Кроме того, в 2011 году городские власти пришли к выводу, что рынок нарушает местные правила зонирования, которые запрещает определенные виды коммерческого использования. В то время оставшиеся площади были заняты турецким и японским ресторанами.

#### Ущерб от урагана Сэнди
После урагана «Сэнди» в октябре 2012 года воды залива Шипсхед вышли из берегов. Штормовой нагон затопил торговый центр, в результате чего он получил повреждения от воды и тонны испорченных продуктов.

## Описание
Ресторан «Братья Ланди» в свои лучшие времена считался крупнейшим рестораном США. В нём, по различным данным, насчитывалось от 2400 до 2800 посадочных мест. После 1997 года в ресторане было лишь 700—800 мест. Фасад ресторана украшен буквами «F.W.I.L.». Эта аббревиатура означает «Фредерик Уильям Ирвинг Ланди». Братья Ирвинга, Стэнли и Клейтон, погибли в январе 1920 года. Это произошло в результате аварии на корабле во время добычи моллюсков в заливе Джамейка. Другому брату, Аллену, удалось выжить. Впоследствии он помогал Ирвингу управлять рестораном. Ресторанный критик Мими Шератон писала, что её любимые блюда от Ланди — черничный пирог, хлебцы и похлебка из моллюсков по-манхэттенски.

## Меню
В меню Ланди было несколько вариантов блюд. Согласно газете The Village Voice, «любимыми блюдами были сырые моллюски на половинке раковины, маленькие бисквиты с маслом, салаты из помидоров, кукуруза в початках, ужин на берегу, манхэттенская похлебка из моллюсков и пирог с мороженым Breyers».
Среди других популярных блюд в меню были омары, устрицы, креветки, свежая рыба, курица, стейк и мороженое. Многие посетители приходили исключительно ради маленьких бисквитов с маслом, которые стали основным блюдом в ресторане Lundy's. Еще одним популярным блюдом был "береговой ужин" - блюдо, в которое входили креветки, моллюски на пару, картофель, овощи, коктейль из крабов или устриц, половинки омара и цыпленка, кофе и десерт. Сразу после Второй мировой войны стоимость этого блюда составляла 5 долларов США (эквивалент 69 долларов США в 2021 году).
Возрождённая версия Lundy's предлагала как традиционные морепродукты, так и более новые блюда итальянской кухни, мясо и птицу. Новый ресторан включал дюжину различных сортов омаров, которые хранились в резервуаре емкостью 1500 американских галлонов (5700 л) до того момента, как гость собирался их съесть. Гостям разрешалось взять идентификационную бирку на омаре в качестве сувенира. Шеф-повар Нил Кляйнберг, уроженец Бруклина, курировал остальное меню, которое включало похлебку из моллюсков, жареные креветки и три яруса ужинов на берегу. Под руководством Клейнберга все блюда выпекались на территории ресторана, и даже была установлена дровяная печь для выпечки пиццы.